# ورزشکاه بائوآن
ورزشکاه بائوآن (به لاتین: Bao'an Stadium) یک ورزشکاه فوتبال در چین است که در شنژن واقع شده‌است.